# Magnolia macclurei
Espèce
Statut de conservation UICN

 LC  : Préoccupation mineure
Magnolia macclurei est une espèce de plantes à fleurs de la famille des Magnoliaceae. C'est un arbre originaire d'Asie.

## Description
C'est un arbre qui peut atteindre 25 à 30m.
Son écorce est blanche grisâtre, lisse et non fissurée. Son feuillage persistant est de forme elliptiques, rhomboïdes ou elliptiques oblongues et de dimension 7-14 cm de long sur 5-7 cm de large. Ses fleurs sont blanches avec habituellement avec 9 tépales oblanceolées de 3-5 cm, celles à l'intérieur sont plus étroites et plus petites. Les fruits sont de forme carpelles étroitement ovoïdes de 1-3 cm de long.

## Répartition et habitat
Cette espèce est présente en Chine (provinces du Guangdong, Guangxi, Hainan et Yunnan) et au Viêt Nam.